# Lo Uttaro
Lo Uttaro è una località del comune di Caserta, situata nella zona sud-est della città. Geograficamente, si colloca al confine con i Comuni di San Nicola la Strada, San Marco Evangelista e Maddaloni e baricentrica rispetto a tutti e quattro i nuclei abitati, assurta recentemente a notorietà a causa della presenza di una molto contestata discarica realizzata nel 2007 per ordine del commissario di governo durante la crisi dei rifiuti in Campania.

## Storia
Nella zona ove si trova la località sorgeva nell'antichità la città di Calatia, culla della civiltà osco-sannita, e successivamente municipio romano. Dopo lo spopolamento, avvenuto nel tardo medioevo a causa delle incursioni saracene, la zona, posizionata a cavallo dell'antica Via Appia tra i centri abitati di San Nicola la Strada e Maddaloni, è rimasta disabitata fino alla metà del XVII secolo allorquando venne scelta come area di cava dei mattoni di tufo necessari alla costruzione della erigenda Reggia di Caserta.
Si sviluppò perciò un'intensa attività estrattiva che si è protratta fino alla seconda metà del XX secolo. Segno evidente di tale attività furono molte cavità e fosse, presenti anche nelle località contigue, buona parte delle quali, a causa dell'intenso sviluppo urbanistico degli ultimi vent'anni, sono ormai inglobate nel tessuto cittadino dei quattro comuni. Negli anni 1990 alcune delle cave più estese dell'area intorno alla località, con la crisi dei rifiuti in Campania furono utilizzate come discariche. In conseguenza di ciò presso Lo Uttaro nel 2006 venne allestita una grande discarica, che ha sia suscitato il malcontento della popolazione determinando anche inoltre la cessazione delle attività economiche nel frattempo sviluppatesi in quella stessa zona con il conseguente abbandono degli edifici sorti a tale scopo, tra i quali il macello della città di Caserta, costato più di 6 milioni di Euro, e devastato da ripetuti atti di vandalismo; tuttavia nel 2021 sono iniziati i lavori della bonifica delle aree interessate.

## Le vicende della discarica
La discarica, chiamata con lo stesso nome della località in cui si trova, era ubicata nella cava Mastropietro in una'area compresa tra quattro comuni, al centro di una conurbazione di circa 300 000 abitanti. La sua realizzazione venne decisa con un protocollo d'intesa firmato dal Sindaco di Caserta Nicodemo Petteruti, dal Presidente della Provincia di Caserta Sandro De Franciscis e dal Commissario Straordinario per l'emergenza rifiuti in Campania Guido Bertolaso l'11 novembre del 2006. Nonostante varie proteste, l'associazione cittadina Comitato Emergenza Rifiuti ricorse alle vie giudiziarie attraverso una denuncia penale nei confronti dei responsabili della gestione del sito. L'azione legale si esplicò anche con un ricorso ex articolo 700 del codice di procedura civile. Il 2 agosto 2007 il giudice monocratico di Napoli Fausta Como si pronunciò per la chiusura della discarica. Al provvedimento seguì una sospensione ottenuta dall'Avvocatura dello Stato per conto della parte commissariale. Nel novembre 2007, poi, il blitz dei Carabinieri del NOE in esecuzione del provvedimento di sequestro della discarica ad opera del giudice Silvio Marco Guarriello della Procura di Santa Maria Capua Vetere, poiché nel luogo adibito al conferimento di migliaia di tonnellate di rifiuti provenienti da tutta la regione Campania, furono individuati rifiuti tossici, con quantità enormi di carbonio, di idrocarburi, di metalli pesanti e di altri inquinanti.
Successivamente con il nuovo commissario Gianni De Gennaro si parlò nel mese di febbraio 2008 di riaprire la discarica nonostante il sequestro operato dall'autorità giudiziaria. Un tentativo che suscitò l'ennesima reazione popolare si arenò in seguito ai rilievi del genio militare che mostrarono l'alto inquinamento del sito, anche se con il riaggravarsi e sino alla fine della crisi dei rifiuti all'inizio del 2008 il comune di Caserta utilizzò nuovamente un sito presso la medesima località per lo stoccaggio di rifiuti.